# Allium maniaticum
Allium maniaticum là một loài thực vật có hoa trong họ Amaryllidaceae. Loài này được Brullo & Tzanoud. mô tả khoa học đầu tiên năm 1989.